# Ctenomys scagliai
Туко-туко Скаглії (Ctenomys scagliai) — вид гризунів родини Тукотукових, що відомий тільки по проживанню в одній місцевості: Лос Кардонес, провінція Тукуман, Аргентина.

## Етимологія
Вид названий на честь Хуан Галілео Скаглії (ісп. Galileo Juan Scaglia, 1915—1989), аргентинського натураліста й палеонтолога. Він був директором муніципального музею природничих наук у Мар-дель-Плата. Цей музей названий на честь його батька, Лоренцо Скагліа, який був пристрасним колекціонером. Динозавр, Sarmienfichnus scagliai, також був названий на його честь.